# Alphabets des langues originaires du Pérou
Les alphabets des langes originaires du Pérou sont des alphabets officiels, adoptés par le Ministère de l’Education du Pérou, et publiés dans une série de résolutions officielles. En mai 2020, 48 langues originaires péruviennes ont un alphabet officiel.

## Liste des alphabets officiels
| Langues          | Lois                                                     | Date de publication |
| ---------------- | -------------------------------------------------------- | ------------------- |
| Achuar           | Resolución Ministerial no 487-2015-MINEDU                | 15 octobre 2015     |
| Aimara           | Resolución Ministerial no 1218-85-ED                     | 18 novembre 1985    |
| Amahuaca         | Resolución Ministerial no 064-2017-MINEDU                | 20 janvier 2017     |
| Arabela          | Resolución Ministerial no 434-2016-MINEDU                | 19 septembre 2016   |
| Ashankinka       | Resolución Ministerial no 303-2015-MINEDU                | 12 juin 2015        |
| Asheninka        | Resolución Ministerial no 199-2019-MINEDU                | 30 avril 2019       |
| Awajun           | Resolución Ministerial no 303-2015-MINEDU                | 12 juin 2015        |
| Bora             | Resolución Directoral no 004-2015-MINEDU/VMGP/DIGEIBIRA  | 2 novembre 2015     |
| Bora             | Resolución Ministerial no 512-2015-MINEDU                | 2 novembre 2015     |
| Cashinahua       | Resolución Ministerial no 303-2015-MINEDU                | 12 juin 2015        |
| Chamikuro        | Resolución Ministerial no 212-2020-MINEDU                | 26 mai 2020         |
| Ese eja          | Resolución Ministerial no 303-2015-MINEDU                | 12 juin 2015        |
| Harakbut         | Resolución Ministerial no 303-2015-MINEDU                | 12 juin 2015        |
| Ikitu            | Resolución Ministerial no 303-2015-MINEDU                | 12 juin 2015        |
| Iñapari          | Resolución Ministerial no 542-2019-MINEDU                | 5 novembre 2019     |
| Jaqaru           | Resolución Ministerial no 303-2015-MINEDU                | 12 juin 2015        |
| Kakataibo        | Resolución Ministerial no 303-2015-MINEDU                | 12 juin 2015        |
| Kakinte          | Resolución Ministerial no 303-2015-MINEDU                | 12 juin 2015        |
| Kandozi-chapra   | Resolución Ministerial no 303-2015-MINEDU                | 12 juin 2015        |
| Kapanawa         | Resolución Directoral no 006-2015-MINEDU/VMGP/DIGEIBIRA  | 15 décembre 2015    |
| Kapanawa         | Resolución Ministerial no 009-2015-MINEDU/VMGP/DIGEIBIRA | 6 janvier 2016      |
| Kawki            | Resolución Ministerial no 106-2017-MINEDU                | 6 février 2017      |
| Kukama kukamiria | Resolución Ministerial no 303-2015-MINEDU                | 12 juin 2015        |
| Madija           | Resolución Ministerial no 303-2015-MINEDU                | 12 juin 2015        |
| Matsés           | Resolución Ministerial no 303-2015-MINEDU                | 12 juin 2015        |
| Matsigenka       | Resolución Ministerial no 303-2015-MINEDU                | 12 juin 2015        |
| Munichi          | Resolución Ministerial no 111-2020-MINEDU                | 25 février 2020     |
| Murui-mwinanɨ    | Resolución Ministerial no 303-2015-MINEDU                | 12 juin 2015        |
| Nomatsigenga     | Resolución Ministerial no 303-2015-MINEDU                | 12 juin 2015        |
| Ocaina           | Resolución Ministerial no 040-2017-MINEDU                | 11 janvier 2017     |
| Ocaina           | Resolución Ministerial no 063-2017-MINEDU                | 20 janvier 2017     |
| Omagua           | Resolución Ministerial no 112-2020-MINEDU                | 25 février 2020     |
| Orejón (maijiki) | Resolución Directoral no 002-2015-MINEDU/VMGP/DIGEIBIRA  | 7 septembre 2015    |
| Quechua          | Resolución Ministerial no 1218-85-ED                     | 18 novembre 1985    |
| Resigaro         | Resolución Ministerial no 210-2020-MINEDU                | 26 mai 2020         |
| Secoya           | Resolución Ministerial no 303-2015-MINEDU                | 12 juin 2015        |
| Sharanahua       | Resolución Ministerial no 303-2015-MINEDU                | 12 juin 2015        |
| Shawi            | Resolución Ministerial no 303-2015-MINEDU                | 12 juin 2015        |
| Shipibo-konibo   | Resolución Ministerial no 303-2015-MINEDU                | 12 juin 2015        |
| Shiwilu          | Resolución Ministerial no 303-2015-MINEDU                | 12 juin 2015        |
| Taushiro         | Resolución Ministerial no 110-2020-MINEDU                | 25 février 2020     |
| Ticuna           | Resolución Ministerial no 730-2017-MINEDU                | 28 décembre 2017    |
| Urarina          | Resolución Ministerial no 095-2016-MINEDU                | 19 février 2016     |
| Wampis           | Resolución Ministerial no 303-2015-MINEDU                | 12 juin 2015        |
| Yagua            | Resolución Ministerial no 536-2015-MINEDU                | 23 novembre 2015    |
| Yaminahua        | Resolución Ministerial no 138-2017-MINEDU                | 22 février 2017     |
| Yanesha          | Resolución Ministerial no 303-2015-MINEDU                | 12 juin 2015        |
| Yine             | Resolución Ministerial no 303-2015-MINEDU                | 12 juin 2015        |

## Sources
- (es) Ministerio de Educación, República del Perú, Resolución Ministerial no 1218-85-ED, 18 novembre 1985 (lire en ligne)
- (es) Ministerio de Educación, República del Perú, Resolución Directoral no 002-2015-MINEDU/VMGP/DIGEIBIRA, 7 septembre 2015 (présentation en ligne, lire en ligne)
- (es) Ministerio de Educación, República del Perú, Resolución Directoral no 006-2015-MINEDU/VMGP/DIGEIBIRA, 15 décembre 2015 (présentation en ligne, lire en ligne)
- (es) Ministerio de Educación, República del Perú, Resolución Ministerial no 009-2015-MINEDU/VMGP/DIGEIBIRA, 6 janvier 2016 (présentation en ligne, lire en ligne)
- (es) Ministerio de Educación, República del Perú, Resolución Directoral no 004-2015-MINEDU/VMGP/DIGEIBIRA-DEIB, 19 octobre 2015 (présentation en ligne, lire en ligne)
- (es) Ministerio de Educación, República del Perú, Resolución Ministerial no 303-2015-MINEDU, 1er juin 2015 (présentation en ligne, lire en ligne)
- (es) Ministerio de Educación, República del Perú, Resolución Ministerial no 487-2015-MINEDU, 15 octobre 2015 (présentation en ligne, lire en ligne)
- (es) Ministerio de Educación, República del Perú, Resolución Ministerial no 512-2015-MINEDU, 2 novembre 2015 (présentation en ligne, lire en ligne)
- (es) Ministerio de Educación, República del Perú, Resolución Ministerial no 536-2015-MINEDU, 23 novembre 2015 (présentation en ligne, lire en ligne)
- (es) Ministerio de Educación, República del Perú, Resolución Ministerial no 095-2016-MINEDU, 19 février 2016 (présentation en ligne, lire en ligne)
- (es) Ministerio de Educación, República del Perú, Resolución Ministerial no 434-2016-MINEDU, 9 septembre 2016 (présentation en ligne, lire en ligne)
- (es) Ministerio de Educación, República del Perú, Resolución Ministerial no 040-2017-MINEDU, 11 janvier 2017 (présentation en ligne, lire en ligne)
- (es) Ministerio de Educación, República del Perú, Resolución Ministerial no 063-2017-MINEDU, 20 janvier 2017 (présentation en ligne, lire en ligne)
- (es) Ministerio de Educación, República del Perú, Resolución Ministerial no 064-2017-MINEDU, 20 janvier 2017 (présentation en ligne, lire en ligne)
- (es) Ministerio de Educación, República del Perú, Resolución Ministerial no 106-2017-MINEDU, 6 février 2017 (présentation en ligne, lire en ligne)
- (es) Ministerio de Educación, República del Perú, Resolución Ministerial no 138-2017-MINEDU, 22 février 2017 (présentation en ligne, lire en ligne)
- (es) Ministerio de Educación, República del Perú, Resolución Ministerial no 730-2017-MINEDU, 28 décembre 2017 (présentation en ligne, lire en ligne)
- (es) Ministerio de Educación, República del Perú, Resolución Ministerial no 199-2019-MINEDU, 30 avril 2019 (présentation en ligne, lire en ligne)
- (es) Ministerio de Educación, República del Perú, Resolución Ministerial no 542-2019-MINEDU, 5 novembre 2019 (présentation en ligne, lire en ligne)
- (es) Ministerio de Educación, República del Perú, Resolución Ministerial no 110-2020-MINEDU, 25 février 2020 (présentation en ligne, lire en ligne)
- (es) Ministerio de Educación, República del Perú, Resolución Ministerial no 111-2020-MINEDU, 25 février 2020 (présentation en ligne, lire en ligne)
- (es) Ministerio de Educación, República del Perú, Resolución Ministerial no 112-2020-MINEDU, 25 février 2020 (présentation en ligne, lire en ligne)
- (es) Ministerio de Educación, República del Perú, Resolución Ministerial no 210-2020-MINEDU, 26 mai 2020 (présentation en ligne, lire en ligne)
- (es) Ministerio de Educación, República del Perú, Resolución Ministerial no 212-2020-MINEDU, 26 mai 2020 (présentation en ligne, lire en ligne)